# Psechrus demiror
Espèce
Psechrus demiror est une espèce d'araignées aranéomorphes de la famille des Psechridae.

## Distribution
Cette espèce n'est connue que d'un couple de spécimen dont l'origine précise est inconnue. Elle provient d'Indochine française ; soit du Viêt Nam, du Cambodge ou du Laos,.

## Publication originale
- Bayer, 2012 : The lace-sheet-weavers--a long story (Araneae: Psechridae: Psechrus). Zootaxa, no 3379, p. 1-170.